# Facundo Pieres

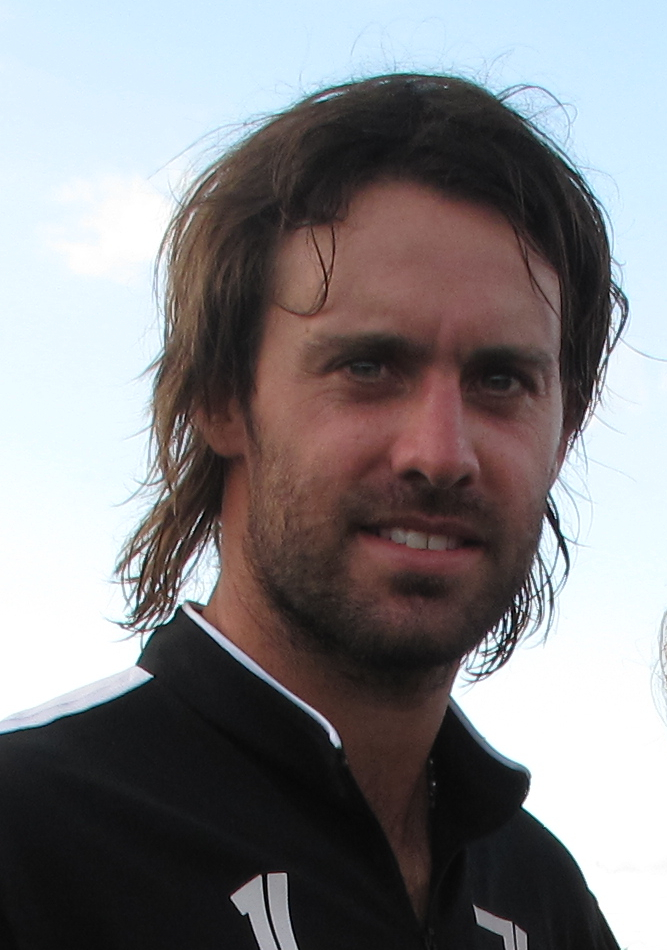
Facundo Pieres (2012)

Facundo “Facu” Pieres  (* 19. Mai 1986 in Buenos Aires) ist ein professioneller  argentinischer Polospieler mit einem Handicap von 10. Er gehört zu den besten Spielern der Welt und stand 2017 auf Platz 2 der Weltrangliste.

## Leben
Als zweiter Sohn der Pololegende Gonzalo Pieres Senior wurde Facundo Pieres in eine Familie von Polospielern hineingeboren. Seine Geschwister sind Gonzalo Pieres Junior, ebenfalls ein Profi-Polospieler, Tatiana Pieres, Nicolas Pieres und Cecilia Pieres. Er ist außerdem der Schwager von Mariano Aguerre, der mit seiner Schwester Tatiana verheiratet ist.
Seine Karriere startete 1997, als er den Copa Potrillos im Ellerstina Jr. Team gewann, das als Nachwuchsteam für den Ellerstina Club von seinem Vater und dem australischen Medien-Tycoon Kerry Packer gegründet wurde. Seitdem hat er in Argentinien, England und den USA gespielt. Zu seinen Erfolgen gehören Siege bei den Hurlingham Open, Tortugas Open und Jockey Club Open (alle in Argentinien) neben anderen Turniersiegen. 2008 gewann er den Queen’s Cup in England, obgleich er wegen einer Verletzung nicht am Finale teilnehmen konnte und von seinem Cousin Pablo Mac Donough vertreten wurde.
2003 spielte er zum ersten Mal bei den Argentine Open mit. 2005 and 2007 verlor sein Team Ellerstina nur knapp das Finale, beide Male gegen La Dolfina. 2008 gewann er, wiederum für Ellerstina spielend, das Turnier in Tortugas und zum ersten Mal die Argentine Open. In einem spannenden Match, das wieder erst in der Verlängerung entschieden wurde, besiegte Ellerstina das Team La Dolfina 13-12.
2009 wurde sein bis dahin erfolgreichstes Jahr. In den USA gewann er zunächst mit seinem Bruder Gonzalo den C.V. Whitney Cup und die US Open Championship. In Großbritannien folgte der Sieg beim Gold Cup for the British Open und im August in Deauville beim Deauville Gold Cup und beim Freundschaftsspiel gegen La Dolfina (La Revanche). In Argentinien gewann er mit Ellerstina die Tortugas Open und die Hurlingham Open, verlor aber das Finale der Argentine Open in der Verlängerung 16:17 gegen La Dolfina.
Mit 19 Jahren wurde er auf Handicap 10 heraufgestuft und löste damit Adolfo Cambiaso, der damals 2 Monate älter als Facundo war, als jüngster 10-Goaler ab.
Pieres ist seit dem 26. April 2014 mit Agustina Wernicke verheiratet.

## Titel
- Triple Corona: 2010
- Argentine Open: 2008, 2010 und 2012
- Hurlingham Open: 2005, 2007, 2009, 2010 und 2016
- Tortugas Open: 2005, 2007, 2008, 2009, 2010, 2011 und 2012